# Stazione di Ottaviano (RFI)
La stazione di Ottaviano si trova a circa un chilometro dalla città di Ottaviano, sulla ferrovia Torre Annunziata-Cancello.

## Storia
Ottaviano viene inaugurata insieme alla ferrovia Torre Annunziata-Cancello il 1º maggio 1885, riscontrando subito un buon movimento passeggeri e merci. Con il passare degli anni, visto il boom del trasporto su gomma e la concorrenza della Circumvesuviana (la città infatti ha un'altra stazione sulla ferrovia Napoli – Sarno proprio della Circumvesuviana), fanno sì che il movimento passeggeri risulti nullo, così come quello merci. All'inizio degli anni ottanta si provvede alla chiusura dello scalo merci, mentre negli anni novanta il fabbricato viaggiatori viene chiuso. Nel 2006, con la soppressione del traffico sulla linea, nessun treno effettua più fermata a Ottaviano.

## Strutture e impianti
Il materiale ferroviario della stazione di Ottaviano è oggi ancora visibile anche se in uno stato di completo abbandono: il fabbricato viaggiatori, su due livelli e dalla tipica colorazione rossa, è completamente vandalizzato e già chiuso da oltre un decennio.
Il fascio binari è composto da due binari per il servizio passeggeri più uno per i merci, tutti passanti: con l'impresenziamento della stazione il numero di binari attivi divenne uno. Inoltre è presente uno scalo merci, ma inutilizzato da molto tempo, dove ancora si trovano diversi carri abbandonati.

## Movimento
Il movimento passeggeri della stazione negli ultimi anni è stato alquanto scarso se non nullo, composto da pochissimi pendolari per le città vicine.